# Réacteur Jules Horowitz
Le réacteur Jules Horowitz est un projet de réacteur nucléaire de recherche porté par le CEA et construit sur le centre de Cadarache, consacré principalement à la recherche sur les matériaux et les combustibles pour l'industrie électronucléaire et la production de radioisotopes pour la médecine nucléaire. Nommé en hommage à Jules Horowitz, physicien français du XXe siècle, le réacteur s'inscrit dans un programme de développement de la recherche du secteur nucléaire à l'échelle européenne.
Les premiers travaux ont démarré en 2007, la divergence du réacteur, qui était prévue en 2013, a été reportée successivement sans annonce officielle du CEA sur une nouvelle date. En juillet 2023, lors du Conseil de politique nucléaire de l'État, la mise en service est estimée entre 2032 et 2034 soit au mieux avec 18 ans de retard sur le planning original.
Ce projet représente un coût initial de 630 millions d’euros dont le financement est assuré à 50 % par le CEA, à 20 % par des partenaires européens et internationaux, à 20 % par EDF et à 10 % par Areva. Début 2025, le coût total du chantier atteint 6 milliards d'euros. 

## Contexte du projet
En France, les principaux réacteurs de recherche destinés aux études sur les matériaux et les combustibles nucléaires étaient les réacteurs OSIRIS et Orphée du centre CEA de Saclay, les réacteurs Phébus et CABRI du Centre de Cadarache. OSIRIS, Orphée et Phébus ont été arrêtés.
Aussi, pour les remplacer, l'étude réalisée dans le cadre du 5e Programme-cadre pour la recherche et le développement technologique (PCRD) de l'Union européenne a confirmé la nécessité de disposer à l'horizon 2014 d'un outil de recherche moderne et flexible pour : 
- améliorer la compétitivité et la durée de vie des réacteurs nucléaires en fonctionnement ;
- développer les performances des combustibles nucléaires des réacteurs de 3e génération comme le réacteur pressurisé européen (EPR) ;
- développer de nouveaux matériaux et combustibles pour les réacteurs de 4e génération comme le projet ASTRID ;
- fiabiliser la fourniture en Europe de radioisotopes pour le secteur médical.

Le réacteur Jules Horowitz (RJH), dont la conception a été lancée en 1998 par le CEA, devrait répondre à ces besoins exprimés par la Commission européenne. Le projet est baptisé du nom de Jules Horowitz, physicien français et premier directeur de la direction des Sciences de la matière du CEA.
Le réacteur rassemble autour du CEA français des instituts de recherche belge, tchèque, espagnol, finlandais et britannique, ainsi que les industriels EDF et AREVA en France et Vattenfall en Suède. Le 25 janvier 2008, le Département atomique indien (DAE) a rejoint les sept partenaires initiaux du projet. Les accords signés entre ces différents partenaires leur donnent un accès à l'installation pour y mener leurs propres expérimentations, à hauteur de leur apport financier ou en nature.

## Aspects techniques du projet
Selon les concepteurs du projet, le réacteur Jules Horowitz pourrait réaliser simultanément vingt expériences différentes[réf. nécessaire]. Il proposerait des emplacements en cœur et hors cœur permettant des expérimentations avec un spectre neutronique intense en neutrons thermiques et en neutrons rapides, ce qui lui permettrait des études sur les filières nucléaires actuelles (2e et 3e génération : Réacteur à eau pressurisée et réacteur pressurisé européen) et futures (4e génération : réacteur à neutrons rapides).
De plus, le nombre d'emplacements expérimentaux serait beaucoup plus important que dans les réacteurs de recherche actuels, permettant un gain significatif sur la durée des expériences engagées.
Le réacteur aura une puissance de 100 MW thermiques, son cœur sera contenu dans un caisson fermé et immergé dans une piscine. Il sera constitué de trente-sept éléments combustibles.

### Dispositifs expérimentaux
Environ vingt emplacements sont prévus pour l’implantation des dispositifs expérimentaux : au sein même du cœur, pour les expériences sur les matériaux, et en périphérie du cœur, pour les expériences sur les combustibles. Certains dispositifs expérimentaux seront équipés de systèmes à déplacement qui permettent de faire varier des paramètres physiques de l’expérimentation : circulation d’eau, de gaz ou de sodium liquide, variation de la température ou de la pression.
Des bancs de contrôle non destructif seront implantés au sein même de la piscine réacteur : banc d'imagerie à haute énergie (rayons X) et banc de neutronographie (imagerie neutron)[réf. nécessaire].

### Production de radio-éléments
En plus de son utilisation comme réacteur de test de matériaux, le RJH sera également mis au service de la médecine nucléaire. Il permettra en effet d’approvisionner les centres médicaux en radioéléments à vie courte, utilisés en imagerie médicale à des fins thérapeutiques et diagnostiques.
Parmi ces radioéléments, le technétium 99m (99mTc) est le plus utilisé, pour les scintigraphies. Il a une demi-vie de quelques heures et nécessite donc une production continue (25 à 30 millions d'examens par an dans le monde).
Le RJH contribuerait pour 25 % à la production européenne de ces radio-éléments et pourrait monter jusqu'à 50 %.

### Refroidissement

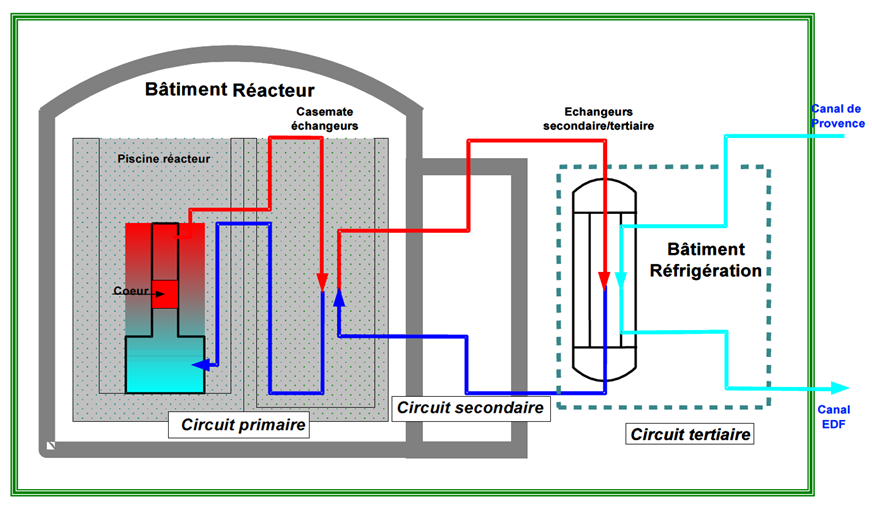
Schéma des circuits de refroidissement du RJH.

Le système de refroidissement est constitué de trois circuits (primaire, secondaire, tertiaire), :
- le circuit primaire refroidira le cœur du réacteur par circulation d’eau sous pression. Ce circuit fermé sera situé à l’intérieur du bâtiment réacteur ;
- le circuit secondaire, isolé du circuit primaire, refroidira le circuit primaire grâce à des échangeurs de chaleur placés entre les deux circuits dans le bâtiment réacteur. La pression du circuit secondaire sera plus élevée que celle du circuit primaire. Ainsi, dans le cas d’une éventuelle fuite entre le circuit primaire et le circuit secondaire, aucune contamination ne peut entrer dans le circuit d’eau secondaire ;
- le circuit tertiaire refroidira le circuit d’eau secondaire à travers d’autres échangeurs de chaleur placés dans un autre bâtiment de l’installation (le bâtiment des réfrigérants). Ce circuit sera alimenté via une canalisation acheminant de l’eau provenant du canal de Provence[7]. Le RJH est dimensionné pour pouvoir évacuer une puissance thermique au tertiaire de 121 MW. Le refroidissement de l’installation Jules Horowitz nécessite un maximum de 40 millions de mètres-cubes par an. L'eau est ensuite rejetée après contrôle radiologique dans le canal EDF[8], utilisé pour l'irrigation et l'alimentation en eau potable d'un million et demi de clients[9]. Le débit de pointe du circuit tertiaire sera de l’ordre de 3 m3/s, pour un débit moyen de 1,3 m3/s. L’impact de cette dérivation se limite à un faible échauffement de l’eau de refroidissement. Après avoir été mélangée avec l’eau du canal EDF, la température de l’eau ne se réchauffera pas de plus de 1,5 °C en été et de 2,5 °C en hiver conformément à la prescription réglementaire.

### Risques sismiques
La construction du réacteur Jules Horowitz répond aux normes sismiques.
À la suite de l'accident nucléaire de Fukushima, le CEA remet en septembre 2011 à l'Autorité de sûreté nucléaire une évaluation complémentaire de sûreté pour le RJH. Des dispositions complémentaires sont alors prises pour augmenter la robustesse de l’installation par rapport au risque sismique.
Selon Le Canard enchaîné, la prise en compte du risque sismique est très coûteuse et jugée trop contraignante par certains sous-traitants.

### Certificats de sûreté falsifiés
En 2015, la société SBS, une PME de Boën (Loire) qui fournit des pièces de métallurgie à différents industriels dont l'industrie nucléaire, est l'objet d'une plainte de la part du Bureau Veritas, pour avoir falsifié certains rapports de contrôle fournis aux clients finaux avec les pièces livrées. Les conclusions diffèrent des rapports originaux et dissimulent dans certains cas des non-conformités. En mars 2016, Areva et le CEA déposent plainte à leur tour. L'autorité de sûreté nucléaire engage alors des investigations, en lien avec les autorités judiciaires, pour déterminer l'ampleur et la teneur des falsifications. Des pièces concernant le réacteur Jules Horowitz pourraient être concernées, cependant l'ASN déclare ne pas avoir connaissance d'équipement en service pouvant être affecté.

## Chantier et financements
En mars 2007, le ministre François Loos inaugure le début de la construction du réacteur RJH sur le centre de Cadarache,. La maîtrise d'œuvre est assurée par TechnicAtome[réf. souhaitée].
En mars 2010 sont mis en place les Investissements d'avenir (ou Grand Emprunt), dans le cadre desquels le CEA se voit attribuer 248 millions d'euros pour le réacteur Jules Horowitz.
En juin 2010, la CGT des Bouches-du-Rhône dénonce les conditions de travail indignes sur le chantier RJH. Le secrétaire général adjoint de l’UL CGT de Cadarache parle d'« esclavage ».
En octobre 2014, le groupe DCNS est contraint de passer des provisions en raison de la mauvaise exécution de son programme sur le réacteur Jules Horowitz pour le compte du CEA. De même, Areva passe dans ses comptes 2014 une provision pour risques de 187 millions d’euros pour le réacteur RJH.
En 2021, sont ajoutés des dispositifs de manutention, d’équipements des cellules chaudes et de fabrication des équipements des piscines. Le cuvelage des piscines et des canaux du bâtiment des annexes nucléaires est en cours.
La divergence du réacteur, qui était prévue en 2013, a d'abord été reportée à fin 2016, puis 2021,, puis encore à 2025 (en même temps qu'est annoncé l'abandon du projet ASTRID).
Selon les informations données en juillet 2023 lors du Conseil de politique nucléaire de l'État, le coût augmenterait encore à 1,7 milliard d’euros pour une mise en service estimée entre 2032 et 2034 soit au mieux 18 ans de retard sur le planning original.
Le projet représente un coût initial de 630 millions d’euros dont le financement est assuré à 50 % par le CEA, à 20 % par les partenaires européens et internationaux, à 20 % par EDF, et à 10 % par Areva. En février 2015, le budget initial a été au moins doublé, autour d'un milliard d’euros. En mai 2015, plusieurs sources évoquent un coût final autour de 1,5 milliard d’euros . 
Début 2025, selon Les Échos, le coût total du chantier atteint 6 milliards d'euros, le budget 2025 de l'État prévoyant une enveloppe de 240 millions d'euros, fournie principalement par EDF.